# Ataenius punctatohirsutus
Ataenius punctatohirsutus är en skalbaggsart som beskrevs av Schmidt 1909. Ataenius punctatohirsutus ingår i släktet Ataenius och familjen Aphodiidae. Inga underarter finns listade.